# Бад-Кройцнах (район)
Бад-Кройцнах (нем. Bad Kreuznach) — район в Германии. Центр района — город Бад-Кройцнах. Район входит в землю Рейнланд-Пфальц. Занимает площадь 864 км². Население — 158 335 чел. Плотность населения — 183 человека/км².
Официальный код района — 07 1 33.
Район подразделяется на 119 общин.

## Города и общины
В скобках указано население.
1. Бад-Кройцнах (43 757)
2. Кирн (8773)

Управление Бад-Кройцнах
1. Бибельсхайм (558)
2. Фрай-Лауберсхайм (1067)
3. Фюрфельд (1586)
4. Хаккенхайм (1979)
5. Ной-Бамберг (954)
6. Пфаффен-Швабенхайм (1285)
7. Плайтерсхайм (353)
8. Тифенталь (110)
9. Фольксхайм (1066)

Управление Бад-Мюнстер-ам-Штайн-Эбернбург
1. Альтенбамберг (776)
2. Бад-Мюнстер-ам-Штайн-Эбернбург (3835)
3. Духрот (580)
4. Файльбингерт (1741)
5. Хальгартен (750)
6. Хокстеттен (634)
7. Нидерхаузен (605)
8. Норхайм (1 435)
9. Оберхаузен (427)
10. Трайзен (567)

Управление Бад-Зобернхайм
1. Ауэн (248)
2. Бад-Зобернхайм (6470)
3. Бервайлер (270)
4. Даубах (235)
5. Иппеншид (151)
6. Киршрот (283)
7. Лангенталь (106)
8. Лаушид (610)
9. Мартинштайн (332)
10. Меддерсхайм (1391)
11. Мерксхайм (1461)
12. Монцинген (1737)
13. Нусбаум (469)
14. Одернхайм-на-Глане (1813)
15. Ребах (38)
16. Зеесбах (598)
17. Штаудернхайм (1576)
18. Вайлер-Монцинген (475)
19. Винтербург (217)

Управление Кирн-Ланд
1. Беренбах (539)
2. Бехербах-Кирн (430)
3. Браувайлер (63)
4. Брушид (303)
5. Ханенбах (613)
6. Хаймвайлер (460)
7. Хайнценберг (27)
8. Хенвайлер (1300)
9. Хокстеттен-Даун (1661)
10. Хорбах (39)
11. Келленбах (271)
12. Кёнигзау (70)
13. Лимбах (350)
14. Меккенбах (420)
15. Оберхаузен-Кирн (1 013)
16. Оцвайлер (214)
17. Шнеппенбах (265)
18. Шварцерден (256)
19. Зиммерталь (1972)
20. Вайтерсборн (264)

Управление Лангенлонсхайм
1. Бретценхайм (2400)
2. Дорсхайм (690)
3. Гульденталь (2656)
4. Лангенлонсхайм (3667)
5. Лаубенхайм (809)
6. Рюммельсхайм (1438)
7. Виндесхайм (1902)

Управление Майзенхайм
1. Абтвайлер (246)
2. Бехербах (969)
3. Брайтенхайм (452)
4. Кальбах (416)
5. Деслох (392)
6. Хундсбах (399)
7. Йеккенбах (282)
8. Летвайлер (242)
9. Лёльбах (231)
10. Майзенхайм (2936)
11. Раумбах (438)
12. Реборн (788)
13. Райффельбах (256)
14. Шмитвайлер (246)
15. Швайншид (190)

Управление Рюдесхайм
1. Алленфельд (190)
2. Аргеншванг (385)
3. Боккенау (1252)
4. Бос (420)
5. Браунвайлер (616)
6. Бургспонхайм (229)
7. Дальберг (251)
8. Геброт (158)
9. Гутенберг (1027)
10. Харгесхайм (2890)
11. Хергенфельд (493)
12. Хюффельсхайм (1311)
13. Мандель (посёлок) (824)
14. Мюнхвальд (304)
15. Оберстрайт (257)
16. Роксхайм (2 375)
17. Рюдесхайм (2360)
18. Санкт-Катаринен (344)
19. Шлосбёккельхайм (399)
20. Зоммерлох (429)
21. Шпабрюккен (1194)
22. Шпалль (154)
23. Шпонхайм (878)
24. Вальдбёккельхайм (2343)
25. Вальхаузен (1608)
26. Вайнсхайм (1919)
27. Винтербах (491)

Управление Штромберг
1. Даксвайлер (849)
2. Дёрребах (729)
3. Эккенрот (229)
4. Рот (247)
5. Шёнеберг (661)
6. Швеппенхаузен (867)
7. Зайберсбах (1427)
8. Штромберг (3177)
9. Вальдлауберсхайм (799)
10. Вармсрот (408)